# Jorge Ferrío
Jorge Ferrío Luque (Madrid, 24 augustus 1976) is een Spaans voormalig wielrenner.

## Belangrijkste overwinningen
2004
- Clásica a los Puertos de Guadarrama

2005
- 2e tappe Ronde van Rioja
- 5e Etappe Ronde van Portugal

## Resultaten in voornaamste wedstrijden
| Jaar | Ronde van Italië | Ronde van Frankrijk | Ronde van Spanje |
| ---- | ---------------- | ------------------- | ---------------- |
| 2002 |                  |                     | 49e              |
| 2003 |                  |                     | 57e              |
| 2004 |                  |                     | 17e              |